# Monteirowürger

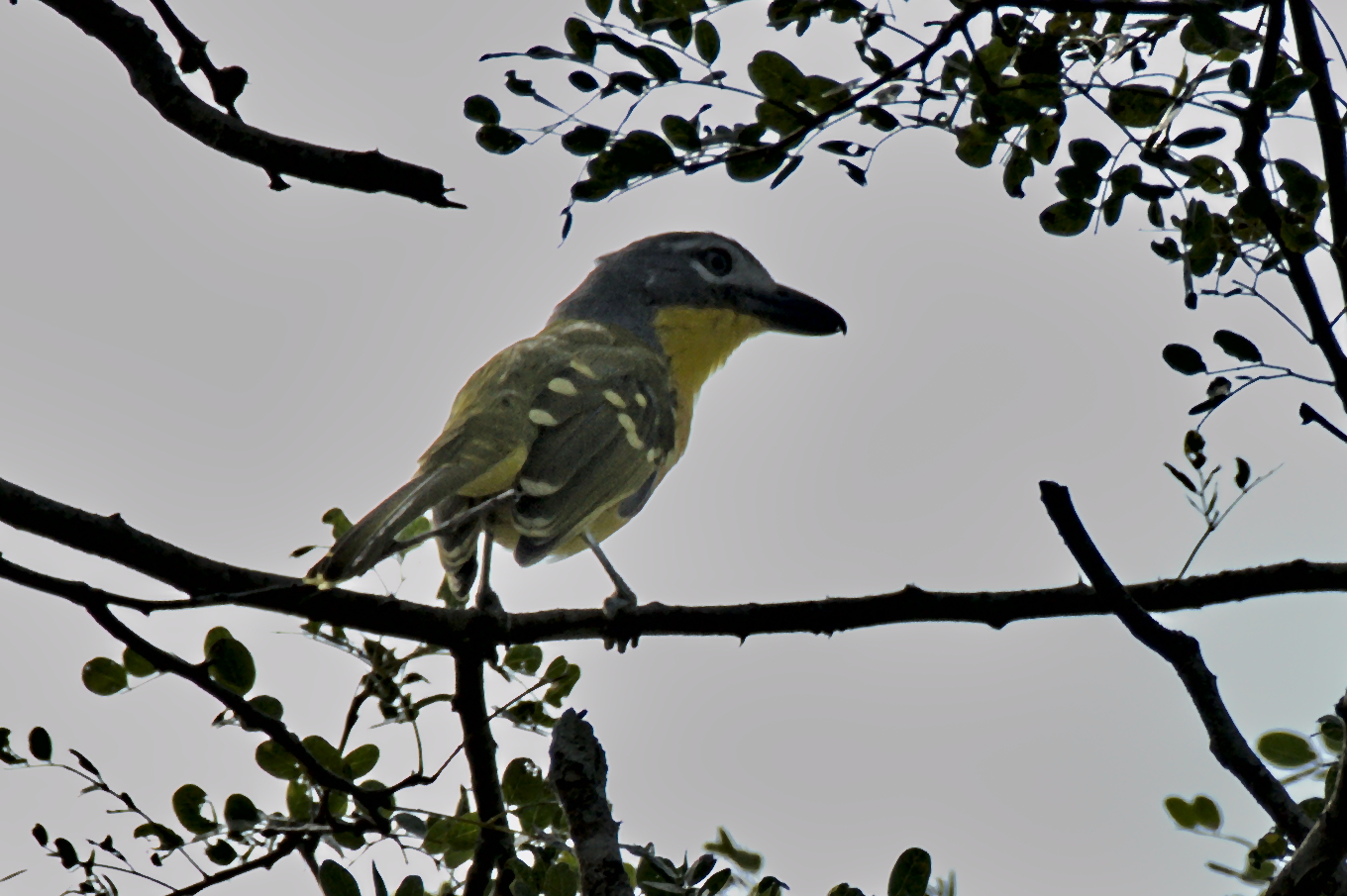
Monteirowürger in Angola

Der Monteirowürger (Malaconotus monteiri) ist ein Vogel aus der Familie der Buschwürger (Malaconotidae).
Die Art wurde als konspezifisch mit dem Graukopfwürger (Malaconotus blanchoti) angesehen, die Nominatform wurde als Farbmorphe des Blutbrustwürgers (Malaconotus cruentus) betrachtet.
Der Vogel kommt in Äthiopien, Angola, Gambia, Kamerun und Senegal vor.
Der Lebensraum umfasst Bergwald, Galeriewald, Kaffeeplantagen und Sekundärwald meist zwischen 1000 und 1450 m Höhe.
Die Art ist vermutlich ein Standvogel.
Der Artzusatz bezieht sich auf Joaquim João Monteiro (1833–1878).

## Merkmale
Die Art ist 25–26 cm groß, auffallend ist ein sehr kräftiger hakenförmiger, schwarzer Schnabel. Die Zügel, breiter Überaugen- und kleinerer Unteraugenstreif sind weiß. Der Kopf ist dunkelgrau, geht auf den olivfarbenen Mantel über, ist aber deutlich von der zitronengelben Kehle abgesetzt. Die übrige Oberseite ist leuchtend olivgrün, auch der Schwanz, die Oberschwanzdecken haben schmale gelbe Federspitzen, die Steuerfedern blassgelbe Spitzen. Die Flügeloberseite ist olivgrün, Armschwingen und Flügeldecken haben breite blassgelbe Spitzen. Die Unterseite ist leuchtend gelb, an der Brust in gelbbraun-orange übergehend, die Flanken sind olivgrün, die Schwanzunterseite ist olivgrau. Die Iris ist grünlich bis ockerfarben oder bläulich-grau. Die Beine sind schiefergrau bis bläulich. Die Geschlechter unterscheiden sich nicht.
Der Monteirowürger ist nahezu identisch mit dem Graukopfwürger (Malaconotus blanchoti), aber die Augen sind grau, nicht gelb, an den Kopfseiten hat es mehr Weiß, die Brust ist gelb mit nur einem Hauch von Rotbraun. Er ist größer und dickschnäbliger als der Vielfarbenwürger (Chlorophoneus multicolor) und hat kein Schwarz im Gesicht. Gegenüber dem Blutbrustwürger (Malaconotus cruentus) unterscheidet er sich durch die gelben Federspitzen an den Flügeln.

## Geografische Variation
Es werden folgende Unterarten anerkannt:
- M. m. perspicillatus (Reichenow, 1894) – Kamerun
- M. m. monteiri (Sharpe, 1870), Nominatform – Senegal und Gambia bis Äthiopien

## Stimme
Der Ruf des Männchens wird als klagendes Pfeifen aus 5 Tönen und 5× wiederholt beschrieben, wohl nicht vom Rufen des Grünbrustwürger (Malaconotus gladiator) und Graukopfwürger (Malaconotus blanchoti) zu unterscheiden.

## Lebensweise
Nahrung und Brutverhalten sind nicht bekannt.

## Gefährdungssituation
Der Bestand gilt als potentiell gefährdet (Near Threatened) aufgrund möglichen Habitatverlustes.